# Пало (Айова)
Пало (англ. Palo) — місто (англ. city) в США, в окрузі Лінн штату Айова. Населення — 1407 осіб (2020).

## Географія
Пало розташоване за координатами 42°3′46″ пн. ш. 91°47′54″ зх. д. / 42.06278° пн. ш. 91.79833° зх. д. (42.062809, -91.798235).  За даними Бюро перепису населення США в 2010 році місто мало площу 3,71 км², з яких 3,69 км² — суходіл та 0,01 км² — водойми. В 2017 році площа становила 3,18 км², з яких 3,18 км² — суходіл та 0,00 км² — водойми.

## Демографія
Згідно з переписом 2010 року, у місті мешкало 1026 осіб у 358 домогосподарствах у складі 292 родин. Густота населення становила 277 осіб/км².  Було 372 помешкання (100/км²).
Расовий склад населення:
| - 97,6 % — білих - 0,5 % — чорних або афроамериканців - 0,3 % — азіатів - 0,1 % — корінних американців |

До двох чи більше рас належало 1,6 %. Частка іспаномовних становила 1,4 % від усіх жителів.
За віковим діапазоном населення розподілялося таким чином: 32,3 % — особи молодші 18 років, 60,9 % — особи у віці 18—64 років, 6,8 % — особи у віці 65 років та старші. Медіана віку мешканця становила 32,4 року. На 100 осіб жіночої статі у місті припадало 106,4 чоловіків;  на 100 жінок у віці від 18 років та старших — 108,1 чоловіків також старших 18 років.
Середній дохід на одне домашнє господарство  становив 70 956 доларів США (медіана — 69 444), а середній дохід на одну сім'ю — 78 148 доларів (медіана — 77 647). Медіана доходів становила 50 066 доларів для чоловіків та 40 526 доларів для жінок. За межею бідності перебувало 5,6 % осіб, у тому числі 4,1 % дітей у віці до 18 років та 6,8 % осіб у віці 65 років та старших.
Цивільне працевлаштоване населення становило 558 осіб. Основні галузі зайнятості: роздрібна торгівля — 17,6 %, освіта, охорона здоров'я та соціальна допомога — 17,2 %, будівництво — 14,3 %, виробництво — 14,2 %.